# Geologie van Ardennen en Eifel
De geologie van de Ardennen en de Eifel zoals die tegenwoordig te zien is, is het gevolg van tektonische, sedimentaire en vulkanische gebeurtenissen en processen die over een tijdspanne van miljoenen jaren plaatsvonden. Het laaggebergte dat het huidige resultaat is van deze gebeurtenissen en processen wordt het Rijnlands leisteenplateau genoemd. De westelijke helft hiervan ligt in België, de oostelijke in Duitsland. Kleinere stukken vallen onder Frankrijk, Nederland en Luxemburg.
De Ardennen en de Eifel zijn een geologisch massief, een door tektonische opheffing omhoog gekomen gebied waar gesteenten uit het diepere sokkel van West-Europa dagzomen (aan het oppervlak komen). De kern van dit massief bestaat uit Paleozoïsche gesteentelagen (het Paleozoïcum is een geologisch tijdvak van 542 tot 251 Ma geleden). Deze gesteenten zijn gedeformeerd tijdens de Hercynische gebergtevorming (390 tot 300 Ma), als gevolg daarvan worden ze doorsneden door een uitgebreid stelsel van breuken en plooien.
Dankzij tektonische opheffing tijdens de Alpiene orogenese (30 Ma tot heden) is het huidige laaggebergte ontstaan. Daarbij houden tektonische opheffing en erosie elkaar ongeveer in evenwicht. Het gebied wordt gekenmerkt door diep ingesleten rivierdalen, terwijl het reliëf buiten deze dalen vrij vlak blijft. Ook tegenwoordig vindt tektonische opheffing nog steeds plaats: de Ardennen bewegen bijvoorbeeld ten opzichte van Antwerpen met een centimeter per jaar omhoog.

## Geologische begrenzing

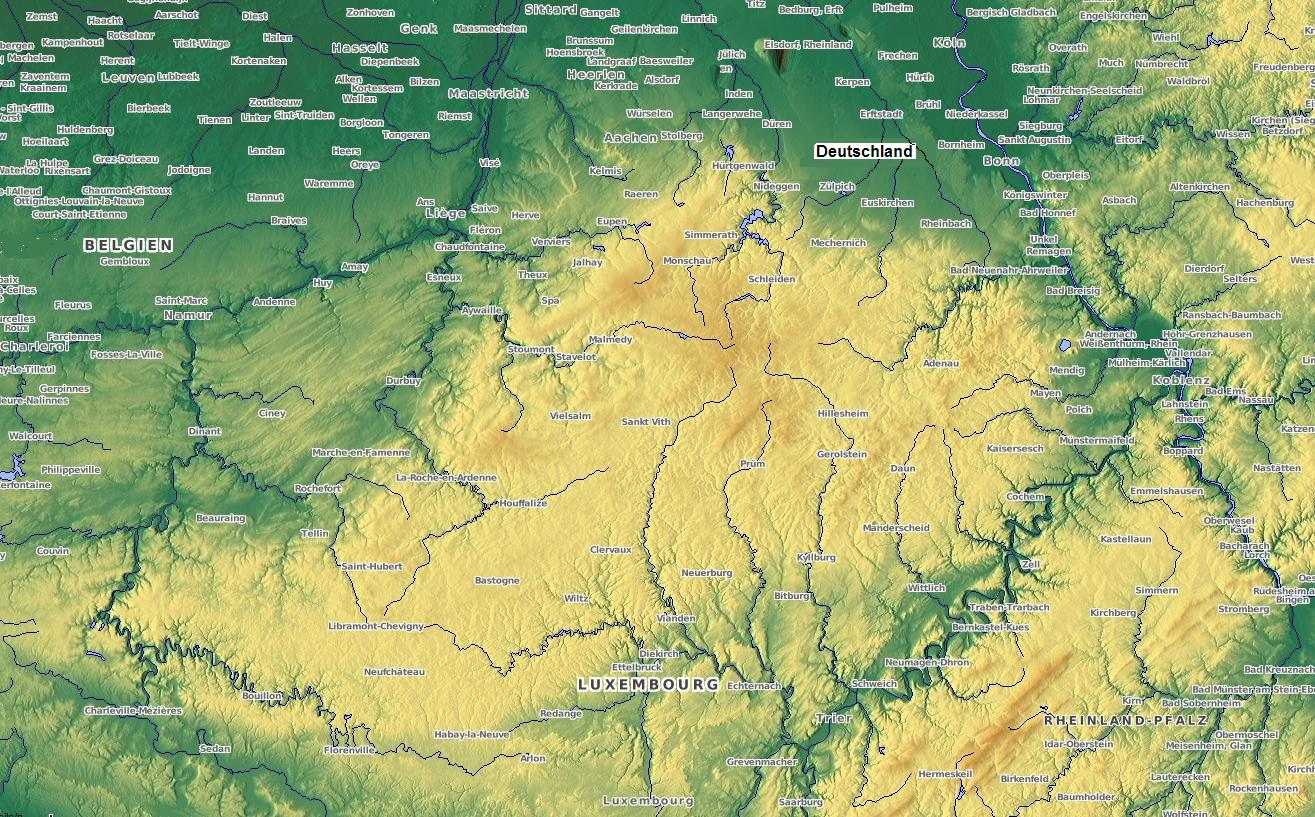
in het midden van de afbeelding de grensoverschrijdende hooglanden van de Ardennen en de Eifel, beperkt door Maas, Semois, Moezel, Rijn

Naar het noorden toe verdwijnen de Paleozoïsche gesteenten onder Mesozoïsche en Tertiaire sedimentaire gesteenten. De noordelijke helft van België en Nederland (en een groot deel van Noord-Duitsland) worden overdekt met nog veel jongere, voornamelijk Kwartaire sedimenten. Deze gebieden zijn te beschouwen als de zuidkant van het Noordzeebekken.
Ten zuiden van de Ardennen ligt de noordflank van het Bekken van Parijs, verder in het zuiden komt men eerst Jurassische en daarna steeds jongere gesteenten tegen.
De Eifel wordt in het oosten begrensd door de Rijn, aan de andere kant van de Rijn liggen aansluitende laaggebergtes als de Taunus en het Sauerland. Deze zijn geologisch gezien allemaal onderdeel van hetzelfde plateau/laaggebergte: het Rijnlands leisteenplateau.

## Gesteenten
De gesteenten in Ardennen en Eifel zijn bijna altijd oorspronkelijk sedimentair, zoals kalksteen, siltsteen en zandsteen. De gesteenten ouder dan de Hercynische gebergtevorming zijn vaak licht metamorf, dit zijn schisten, leien, fyllieten en kwartsieten.
Er komen ook vulkanische gesteenten voor, met name in de Eifel waar door recente (kwartaire) vulkanische activiteit soms honderden meters dikke lagen pyroclastisch gesteente (zoals tufsteen van vulkanische as en scoria) voorkomen.

### Vroeg Paleozoïcum
De oudste gesteenten in de Ardennen zijn zandsteen (soms omgevormd tot kwartsiet), schisten en leisteen uit het Cambrium (542 - 488 Ma geleden). Op sommige plaatsen zijn turbidieten te vinden in deze gesteenten, wat erop wijst dat ze op de rand van een continentaal plat zijn afgezet. Het Ordovicium en Siluur laten vergelijkbare gesteenten zien. In het Siluur komen soms vulkanische aslaagjes voor. In de vroeg-Paleozoïsche gesteenten van de Ardennen en Eifel worden soms fossielen als graptolieten en trilobieten gevonden.

### Devoon
Op de discordantie van de Caledonische gebergtevorming worden gesteenten gevonden uit het Onder Devoon. Deze gesteenten laten een transgressieve opeenvolging van grofkorrelig naar fijnkorrelig zien: van conglomeraten (ontstaan uit grind) naar zandsteen (zand) naar leien en schisten (klei en silt).
Later in het Devoon komen voornamelijk kalkstenen voor, afgezet in niet al te diep, rustig water. Deze gesteenten bevatten veel fossielen zoals crinoïden, stromatoporen, tabulata en andere koralen. In sommige lagen komen brachiopoden voor.

### Carboon

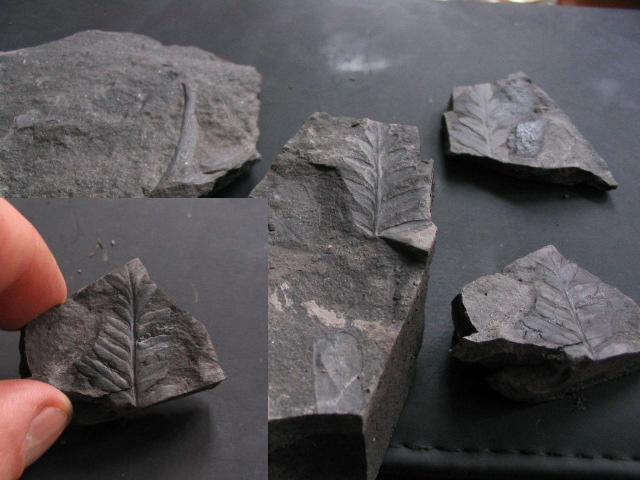
Fossiele varenbladen uit het Westfalien. Gevonden bij Ans in de Belgische Ardennen.

In het Tournaisien (359 – 345 Ma) werden fossielrijke kalken gevormd waaronder grote koraalriffen. Fossielen uit deze gesteenten zijn bijvoorbeeld koralen, brachiopoden, crinoïden en schelpdieren.
Tijdens het Viséen (345 – 326 Ma) zijn onder andere de zogenaamde zwarte marmers afgezet, dit zijn eigenlijk geen marmers maar donkere kalkstenen. Ze bevatten weinig fossielen en veel zwavel. Dit zijn vrij diep mariene gesteenten. Ook komen in deze periode turbidieten voor. Soms is de kalk gedolomitiseerd. Aan het einde van het Viséen komen veel kalk-breccies en evaporieten voor.
Het Namurien (326 – 313 Ma) van de Ardennen kan beschouwd worden als equivalent aan flysch en molasse: het bevat afwisselend lagen leisteen, zandsteen en conglomeraat.
Daarop volgen landafzettingen uit het Westfalien (313 – 304 Ma): zandstenen afgewisseld met laagjes steenkool. Soms komen mariene laagjes voor die bentonieten kunnen bevatten.

### Perm en Trias
Gesteenten van deze ouderdom komen op het Rijnlands leisteenplateau nauwelijks voor. Wel zijn ze te vinden aan de beide flanken: in Lotharingen en in de Nederlandse ondergrond zijn dikke formaties van conglomeraten en evaporieten te vinden.

### Jura
Uit het Jura komen alleen ten zuiden van de Ardennen gesteenten voor: aan de rand van het Bekken van Parijs, in Lotharingen en het groothertogdom Luxemburg, dagzomen Jurassische kalksteen en zandsteen.

### Krijt
In het Krijt zijn voornamelijk kalkrijke sedimenten afgezet. Deze sedimenten zijn vooral te vinden aan de noordelijke rand van de Ardennen, zoals in de ENCI-groeve bij Maastricht. In Limburg wordt dit gesteente mergel genoemd, hoewel het eigenlijk bijna pure kalk is. Deze sedimenten zijn in de centrale gedeelten van de Ardennen afgeërodeerd, hoewel op een aantal plekken nog een restant te vinden is.

### Vulkanische gesteenten uit de Eifel
Het vulkanisme in de Eifel heeft vooral veel pyroclastische gesteenten voortgebracht. Dit zijn voornamelijk lagen uit as opgebouwde tufsteen, soms nog niet geconsolideerd. Dichter bij de vulkanen komen ook basalten voor, in de Vulkaaneifel worden deze basalten gewonnen als bouwmateriaal.

## Tektonische opbouw

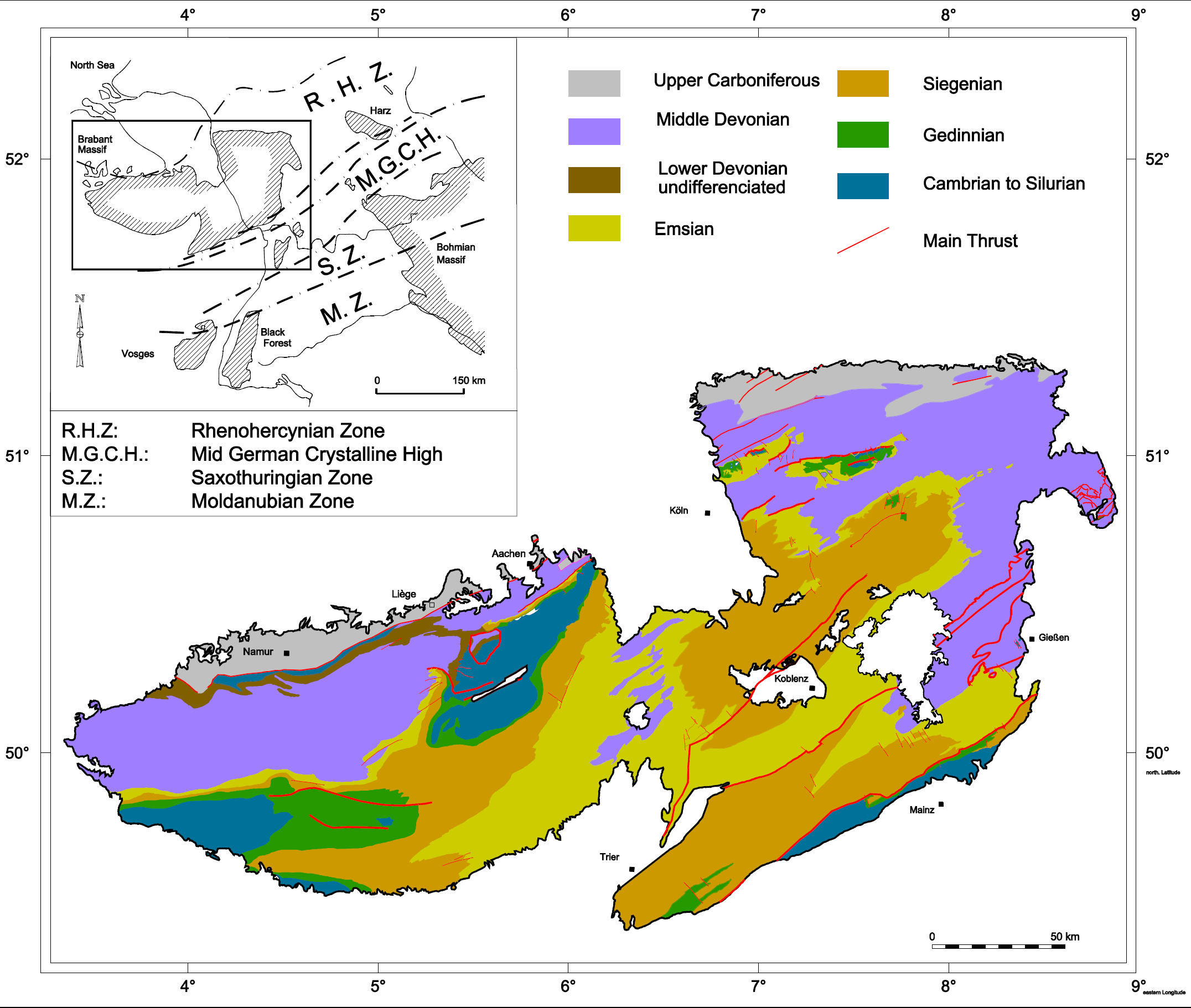
Geologische kaart van het Rijns Massief, links de Ardennen en de Eifel

Van noordwest naar zuidoost komt men de volgende tektonische eenheden tegen:
- Het Massief van Brabant ten noorden van de Faille du Midi. De Paleozoïsche sokkel-gesteenten zijn hier meestal overdekt met sedimentaire gesteenten van na de Hercynische gebergtevorming. Naar het noorden toe liggen deze sedimenten in een grote noordwaarts dippende monocline, die tot in Nederland doorloopt. Dit wil zeggen dat de sedimenten aan het oppervlak in Noord-België naar het noorden toe jonger worden.
- Het synclinorium van Namen, dat een nauwe band door het landschap vormt. Dit bevat Carbonische en Devonische gesteenten (waaronder steenkoollagen). Ze zijn langs de Faille du Midi over het Massief van Brabant geschoven.
- Het synclinorium van Dinant, dat ook Devonische en Carbonische gesteenten bevat, maar minder nauw geplooid is.
- Ten zuidoosten hiervan ligt een grote anticline, die de Anticline van de Ardennen wordt genoemd. Een aantal massieven dagzomen hier: het Massief van Rocroi en het Massief van Givonne in het uiterste zuiden van België en in Frankrijk, het Massief van Stavelot dat bij de Hoge Venen dagzoomt en het Massief van Serpont. Ze bevatten Vroeg Paleozoïsche (Laat-Cambrium, Ordovicium en Siluur) metamorfe gesteenten.
- Op deze anticline volgt weer een syncline, de Syncline van Neufchâteau, deze loopt door het Groothertogdom Luxemburg en de Eifel, en heeft een wat minder nauw karakter. Er liggen hier vooral Vroeg-Devonische gesteenten aan het oppervlak.

## Geologische geschiedenis

### Vroeg Paleozoïcum
De Caledonische gebergtevorming (rond 400 Ma) is ter hoogte van de Ardennen niet erg belangrijk geweest. Er is wel een discordantie te zien tussen gesteenten ouder en jonger dan deze gebergtevorming. Soms zijn gesteenten licht gemetamorfoseerd tijdens de Caledonische fase. Voor deze gebergtevorming waren Nederland, België en aangrenzend Duitsland een deel van het microcontinent Avalonia. Na afloop lag de regio aan de zuidelijke rand van het nieuw ontstane continent Laurazië (het Old Red Sandstone-continent). Vanuit het zuiden subduceerde oceanische korst onder deze zuidelijke rand. In het gebied ontstond daardoor een backarc basin waar korstextensie plaatsvond. Dit wordt het Rhenohercynisch Bekken genoemd.
De eerste gesteenten in het bekken zijn landafzettingen uit het Onder Devoon. Het zijn afbraakproducten van het Caledonische gebergte in het noorden. Het bekken werd steeds dieper, waardoor het afzettingsmilieu steeds verder onder de zeespiegel kwam te liggen.

### Hercynische orogenese
De Hercynische orogenese heeft op een groot deel van het Europese continent zijn sporen achtergelaten. Deze fase van gebergtevorming was het gevolg van continent-continent collisie tussen de paleocontinenten Laurazië (onder andere het huidige Europa) en Gondwana. Gondwana bewoog vanuit het zuiden naar Laurazië toe, waarbij de Rheïsche Oceaan sloot. De gebergtevorming was geen doorlopend proces maar een stapsgewijze opeenvolging van fases. De Paleozoïsche gesteenten die nu in de Eifel en Ardennen dagzomen lagen destijds in de noordelijke uitlopers van het gebergte.
In het Vroeg Carboon vond gebergtevorming zuidelijker plaats (dekbladen zijn bijvoorbeeld in het Centraal Massief en Armoricaans Massief te vinden) als gevolg van de subductie van Gondwana onder Laurazië. In het Rhenohercynisch Bekken vond nog steeds extensie plaats als gevolg van de flexuur, vergelijkbaar met een voorlandbekken. Er ontstond een diepe binnenzee. In het Dinantien (359 – 326 Ma) werd donkere anoxische kalksteen afgezet (de zwarte marmer). Na verdere subsidentie werd in het Namurien (326 – 313 Ma) flysch (een trog afzetting) afgezet.
De plooifronten schoven gedurende het Carboon op naar het noorden en bereikten het Rhenohercynisch bekken. Aan het einde van het Carboon (circa 310 Ma) sloot het Rhenohercynisch bekken zich daarom langzaam, eerst in het westen, daarna ook in het oosten. Dit ging gepaard met de ontwikkeling van grote opschuivingen, zoals de Condroz overschuiving waarlangs het toekomstige synclinorium van Dinant over dat van Namen schoof. De gesteenten uit het Westfalien (313 – 304 Ma en Stephanien (304 – 299 Ma) zijn veel ondieper, het zijn aan de kust en in delta’s afgezette zandstenen, afgewisseld met moerasafzettingen (vergelijkbaar met veen).

### Mesozoïcum
In het Perm (286 – 251 Ma) vond snelle erosie van het ontstane gebergte plaats. Daarbij werd erosiemateriaal naar het noorden afgevoerd, waar het werd afgezet in een bekken dat ongeveer lag op de plek van de huidige Noordzee en Noord-Duitsland. Deze afzettingen zijn de rode zandstenen van het Rotliegendes. In het Mesozoïcum (251 – 64 Ma) werd met het verdwijnen van het gebergte de erosiesnelheid ook steeds lager. Gedurende het Trias en Jura stond het Ardens plateau echter boven water, zodat geen sedimenten uit deze periodes zijn afgezet. Ten tijde van het Krijt (einde van het Mesozoïcum) was op de plek van de huidige Ardennen een binnenzee ontstaan, de Krijtzee.

### Tertiaire opheffing
Gelijk met het ontstaan van de Alpen zuidelijker op het Europese continent begon het Rijnleisteenmassief omhoog te komen ten opzichte van het Noordzeebekken in het noorden. Nadat het gebied weer boven water kwam te liggen kon het door erosie worden afgevlakt tot de huidige schiervlakte. De insnijding van rivierdalen van rivieren als de Maas, Rijn, Moezel, Ourthe, Semois en Samber in het landschap vond pas plaats in het Pleistoceen.

## Geomorfologie en landschap

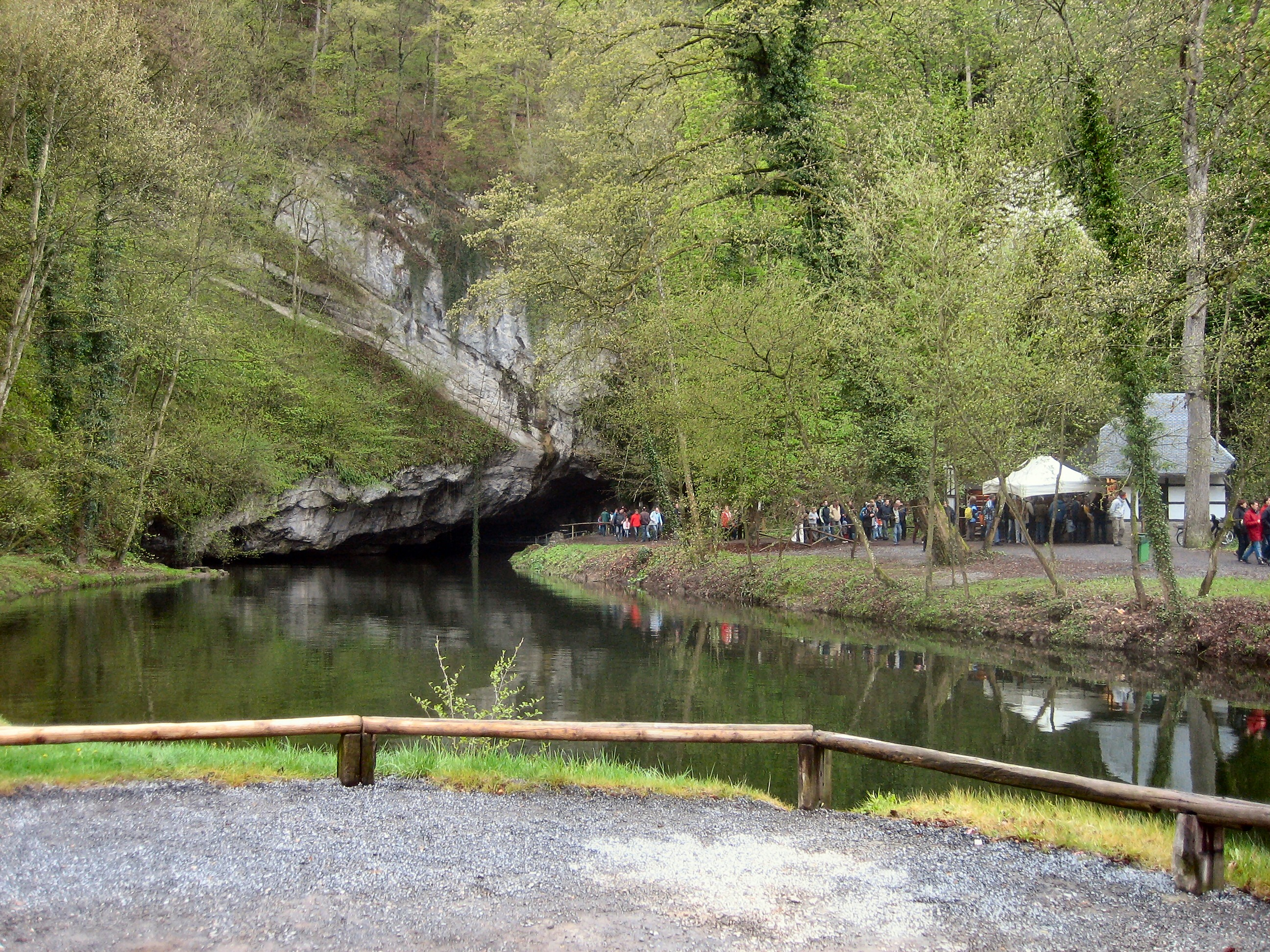
De Grotten van Han bij Han-sur-Lesse zijn gevormd door karsterosie in het Tertiair.

De Ardennen en Eifel bestaan uit een aantal duidelijk verschillende geologische zones, waar verschillende gesteenten dagzomen. Deze zones hebben ongeveer een OZO - WNW richting. Van noord naar zuid zijn de voorkomende lithologieën:
- In Noord- en Midden-Limburg en Zuid-Brabant, ten noorden van de Samber en de Maas, dagzoomt eolische löss en leem, afgezet tijdens de laatste glaciaal. De löss is gelijktijdig afgezet met het Nederlandse dekzand verder naar het noorden. Beide waren afkomstig uit de droogstaande Noordzee, waar zich een poolwoestijn bevond en de wind vrij spel had. De grovere deeltjes werden minder ver naar het zuiden geblazen en kwamen als dekzand in Midden-Nederland terecht, de fijnere deeltjes als löss in Zuid-Nederland en Midden-België. Löss en leem vormen zeer vruchtbare bodems, zodat in dit gebied veel akkerbouw en fruitteelt voorkomt.
- Verder naar het zuiden, waar de Carbonische en Devonische gesteenten dagzomen, komt afwisselend kalksteen en zandsteen aan het oppervlak. Dit zorgt voor een gevarieerd landschap en begroeiing: sommige plekken zijn geschikt voor landbouw, op andere groeit bos. Deze zone omvat onder andere de Condroz, de Famenne, het Land van Herve en de Ösling. In de kalksteen is vaak karsterosie opgetreden, waarvan het beste voorbeeld de Grotten van Han zijn. In Duitsland loopt deze zone verder door, maar wordt hier Kalkeifel genoemd.
- De plaatsen waar de grote massieven dagzomen (het zogenaamde Ardens plateau) worden voor het grootste gedeelte bedekt met naaldbos. De kwartsieten en schisten van deze massieven vormen een onvruchtbare, weinig doorlatende bodem. In deze zone komen ook vennen en heidevelden voor (zoals in de Hoge Venen). Grote delen van het Groothertogdom Luxemburg en de Belgische provincie Luxemburg vallen in deze zone. In Duitsland heet deze zone de Schiefereifel.
- Waar de vulkanische activiteit in de Eifel het landschap bepaalt, noemt men dit de Vulkaan-Eifel. De vulkanische aslagen vormen zeer vruchtbare grond. Hier komen ook de maren voor, ronde meren in de kraters van inactieve vulkanen.
- Ten zuiden van de Ardense massieven komt de zandsteen en kalksteen van het Bekken van Parijs in de bodem voor. Hier is wel weer enige landbouw mogelijk, die zich vooral concentreert in de dalen. Tot deze zone kunnen het Gutland, Lotharingen gerekend worden. Het landschap is glooiend en minder hoog dan op het Ardense plateau. Rivierdalen zoals van de Moezel zijn vaak diep ingesleten. De kalkhoudende zandsteen is een goede bodem voor wijnteelt.